# Ral Grad
Blue Dragon RalΩGrad (яп. BLUE DRAGON ラルΩグラド буру: дорагон рару гурадо, Ral Grad, «Синий Дракон: Рал и Град») — фэнтези-манга Такэси Обаты, нарисованная им по сценарию Цунэо Такано. Является вольной адаптацией ролевой видеоигры Blue Dragon (2006). Главы манги — «сказания» — еженедельно публиковались в журнале Shonen Jump с декабря 2006 года. Действие манги происходит в королевстве Сфелайт (яп. スフエライト суфэрайто), жителей которого захватили демонические «тени».
Ral Grad также издаётся на английском (Viz Media) и немецком языках (TOKYOPOP).

## Персонажи
Рал (яп. ラル Рару) — главный герой, пятнадцатилетний юноша, установивший контакт с тенью по имени Град. Мать Рала умерла вскоре после его рождения. Из тела младенца появился голубой дракон, уничтоживший всю деревню и сжёгший дотла все горы в зоне видимости, поэтому отец Рала запечатал его в темнице на пятнадцать лет. Во время своего заключения Рал подружился с тенью-драконом — Градом. Когда королевство Сфелайт было атаковано армией теней, отец отдал приказ освободить Рала. Рал вызывает Града для битвы. Как и дракон, он может дышать огнём, образовывать крылья и когти. Несмотря на юный возраст, Рал — великолепный стратег, часто использующий для победы в сражениях свой выдающийся ум. Также он одержим женской грудью.
Град (яп. グラド Гурадо) — тень голубого дракона. Ничего не зная о человеческом мире, он однажды услышал, что человеческое тело идеально для теней, поэтому проник в младенца Рала.
Мио (яп. ミォ Mio) — учительница Рала из королевства Сфелайт. Она убедила Рала сражаться с тенями и постоянно поддерживает в нём это устремление.

## Публикация
| № | В Японии           | В Японии               | В США           | В США |
| № | Дата публикации    | ISBN                   | Дата публикации | ISBN  |
| - | ------------------ | ---------------------- | --------------- | ----- |
| 1 | 4 апреля 2007 г.   | ISBN 978-4-08-874376-9 |                 |       |
| 2 | 4 июля 2007 г.     | ISBN 978-4-08-874388-2 |                 |       |
| 3 | 4 сентября 2007 г. | ISBN 978-4-08-874416-2 |                 |       |
| 4 | 2 ноября 2007 г.   | ISBN 978-4-08-874437-7 |                 |       |